# 신도림 TG e스타디움

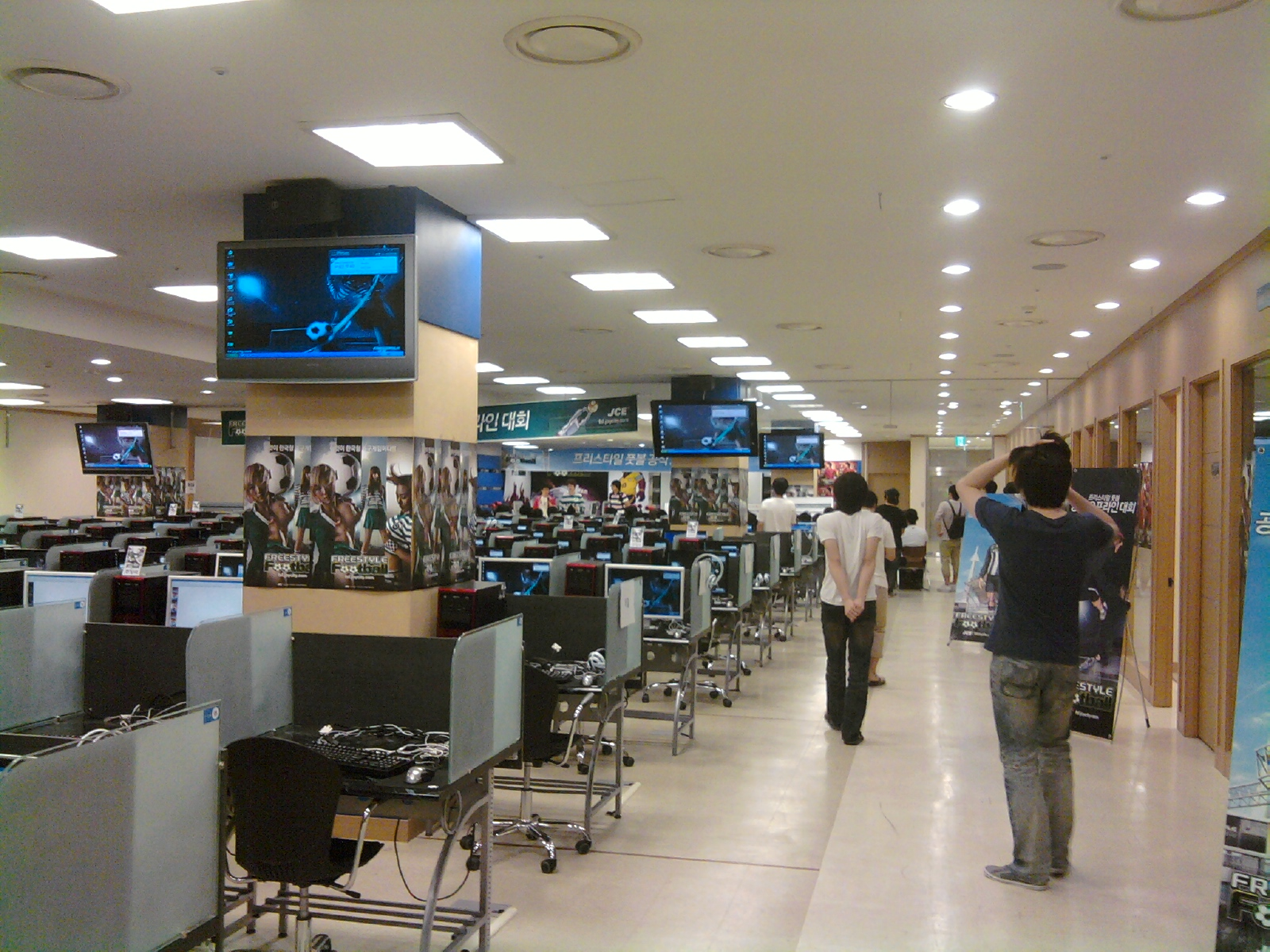
신도림 인텔 e-스타디움 내부

신도림 TG e스타디움은 게임동아와 인텔코리아, TG삼보의 제휴로 건립한 e스포츠 경기장이다.
서울시 구로구 신도림 테크노마트 3층에 위치하고 있다. 이곳에서는 SPOTV 주관의 프로리그가 열리기도 했으며, 글로벌 스타크래프트 II 리그 예선, 스타리그의 예선이 열린다.
2014년도에 SPOTV는 신도림 TG e스타디움에서 강남 넥슨 아레나로 장소를 옮겨 프로리그를 진행한다.

## 개요
2007년 5월 15일 게임동아가 용산 전자랜드, 인텔코리아, TG삼보와의 협력으로 용산 전자랜드 인텔 e-스타디움을 구축했다.
2009년 4월 경기장을 신도림 테크노마트 7층으로 확장 이전하였다.
2011년 경기장을 신도림 테크노 마트 7층에서 3층으로 이전했다.
2014년 경기장 명칭이 신도림 인텔 e스타디움에서 신도림 TG e스타디움으로 소폭 변경되었다. 이후 2015년 말쯤에 폐쇄되었다.

## 시설
다른 e-스포츠 경기장과는 달리 스튜디오 중심이 아닌 개방형 경기장으로 구성되어 있으며 다수의 PC가 설치되어 있다. 행사일과 휴관일을 제외한 날 오후 2시~오후 8시의 운영시간 동안 입장료 2000원을 내면 PC를 무제한으로 사용이 가능하다.
2015년 1월 17일자부터 경기장 내 일반 사용자의 이용이 불가능해졌다.

## 진행되었거나 현재 진행 중인 리그
- 프로리그

- 글로벌 스타크래프트 II 리그 예선

- 스타크래프트 II 스타리그 예선

- 스타리그 예선

- WCS 챌린저리그 예선

- 카트라이더 리그 예선

- 피파온라인3 챔피언십 예선

- 컨디션 헛개수 나이스게임TV 리그 오브 레전드 Winter 2012-2013 결승

- 이엠텍 나이스게임TV 리그 오브 레전드 배틀 Spring 2013 결승

## 역대 TG e스타디움 장소
- 2007년 ~ 2009년 : 용산 전자랜드 신관 광장층
- 2009년 ~ 2011년 : 신도림 테크노마트 7층
- 2011년 ~ 2015년 : 신도림 테크노마트 3층